# Aki, Kōchi
Aki (japanska: 安芸市?, Aki-shi) är en stad i östra delen av Kōchi prefektur i Japan. Staden fick stadsrättigheter 1954.